# Melinaea juruaensis
Melinaea juruaensis är en fjärilsart som beskrevs av Ferreira d'almeida 1943. Melinaea juruaensis ingår i släktet Melinaea och familjen praktfjärilar. Inga underarter finns listade i Catalogue of Life.